# Conostomum curvirostrum
Conostomum curvirostrum là một loài rêu trong họ Bartramiaceae. Loài này được Mitt. Mitt. mô tả khoa học đầu tiên năm 1882.